# 遠藤真理子
遠藤 真理子（えんどう まりこ、1960年〈昭和35年〉1月2日 - ）は、日本の女優である。本名同じ。旧芸名香山 まり子。

## 略歴
東京都小金井市出身。14歳の時に『つくし誰の子』でデビュー。翌年、NHK少年ドラマシリーズ『末っ子物語』『ジュンのあした』で主役に抜擢。その後、『江戸を斬る』（TBS）のレギュラーとなり、同じナショナル劇場の『大岡越前』でも大岡家の使用人で後に高橋元太郎演じる岡っ引き“すっとびの辰三”の妻となるチャキチャキの町娘“お花”役を演じた。
『水戸黄門』『大江戸捜査網』『暴れん坊将軍』大河ドラマなどの時代劇をはじめ、『Gメン'75』『特捜最前線』などの一般ドラマにも多く出演している。
現在は、テレビドラマや舞台などを中心に活動中。　

## 出演

### 映画
- 刑事物語（1982年）− 人質の女性
- ひめゆりの塔（1982年）− 棚田キミ
- YES NO
- さまちゃれ、泣かないで、マンドリン
- 短編映画「いつでもアオハル！」（監督：植田尚 ／ 脚本：池谷雅夫）

### テレビドラマ
- 末っ子物語（1975年1月6日 - 1月15日 全6回、NHK少年ドラマシリーズ） - 多木圭子
- ジュンのあした（1975年6月16日 - 7月9日 全12回、NHK少年ドラマシリーズ） - 中森順子
- 夜明けの刑事 （TBS / 大映テレビ）
  - 第37話「魔がさした若い二人」（1975年9月17日） - 沼田京子
  - 第77話「ひき逃げされた高校生のナゾ!!」（1976年7月14日） - 手島ユキ
- ナショナル劇場（TBS）
  - 水戸黄門（C.A.L）
    - 第6部 第27話「箱根の山は天下の嶮 -箱根-」（1975年9月29日） - お吉
    - 第7部 第16話「突っ走れ!!韋駄天野郎 -鶴岡-」（1976年9月6日） - お葉
    - 第8部 第13話「芝居になった漫遊記 -伊勢-」（1977年10月10日） - お六
    - 第12部 第7話「お志乃に惚れた提灯作り -岐阜-」（1981年10月12日） - お絹
    - 第13部 第11話「悪を縛った伊賀の組紐 -伊賀上野-」（1982年12月27日） - お美濃
    - 第14部 第12話「偽黄門の悪退治 -大館-」（1984年1月16日） - 早苗 ※香山まり子名義
    - 第15部 第13話「娘が救った酔いどれ大工 -山口-」（1985年4月22日） - お糸 ※香山まり子名義
    - 第16部 第4話「助さん身代り親孝行 -沼津-」（1986年5月19日） - おみよ ※香山まり子名義
    - 第18部 第21話「化け猫の仇討ち -久留米-」（1989年2月6日） - おたね
    - 第30部 第13話「黄門様は名鑑定士! -天橋立-」（2002年4月8日） - おいと
    - 第31部 第16話「刀が教えた賢兄愚弟 -岡山-」（2003年2月10日） - お滝
    - 第36部 第17話「男度胸の鬼退治 -岡山-」（2006年11月27日） - お雅

  - 江戸を斬るII - 江戸を斬るVI （1975年 - 1981年、C.A.L） - お千代
  - 大岡越前 第5部 - 第10部（1978年 - 1988年、C.A.L） - お花
- 大河ドラマ（NHK）
  - 風と雲と虹と（1976年） - かや
  - 草燃える（1979年） - 小波
- ベルサイユのトラック姐ちゃん 第6話「ベルトラ姐ちゃん大声援!」（1976年、NET / 東映）
- Gメン'75（TBS / 東映）
  - 第47話「終バスの女子高校生殺人事件」（1976年）- 三浦春子
  - 第57話「刑法第十一条 絞首刑その後」（1976年）-　本間さちこ
  - 第78話「土曜日の幼稚園ジャック」（1976年）- あきちゃん（ラーメン屋の娘）
  - 第96話「停年強盗」（1977年）- 片山幸子
  - 第110話「警視庁宮ノ森交番のトリック」（1977年）-　松坂ちずこ婦警（大高PS勤務・妹）
  - 第205話「新Gメン対ニセ白バイ警官」（1979年） - 水上亜子（第205話から第270話までセミレギュラー出演）
  - 第210話「出刃包丁を持った男」（1979年）
  - 第215話「白バイに乗った痴漢」（1979年）
  - 第235話「師走のトリック殺人」（1979年）
  - 第240話「'80 新春おせち料理毒殺事件」（1980年）
  - 第257話「大暴走! 囚人護送車」（1980年）
  - 第270話「香港カラテ殺人旅行」（1980年）
  - 第323話「骸骨たちの海水浴」（1981年）-　夏子（漁師の娘）
- 江戸の旋風Ⅱ 第13話「おみよの復讐」（1976年、CX）
- 大江戸捜査網（12ch / 三船プロ）
  - 第236話「殺しの陰謀」（1976年） - おまち
  - 第290話「恐怖の無差別殺人」（1977年） - おたえ
  - 第330話「哀しみの岡ッ引魂」（1978年） - おいと
  - 第605話「我子を返せ! 母二人の対決」（1983年） - おつゆ
- いろはの"い" 第23話「波紋」（1977年、NTV / 東宝） - 北原玲子
- 桃太郎侍 第24話「鬼奉行を消せ」（1977年、NTV / 東映） - おちか
- 快傑ズバット 第14話「白羽の矢 涙の別れ」（1977年、12ch / 東映） - 千鳥美登
- 破れ奉行 第12話「悲愁!八千両の鈴」（1977年、テレビ朝日 / 中村プロ） - 千代菊
- 銭形平次 第609話「幽霊から来た結び文」（1978年、CX / 東映） - おきよ ※大川橋蔵版
- 新・座頭市 第2シリーズ 第9話「まわり燈篭」（1978年、CX）
- コメットさん 第15話「結婚指輪を追いかけろ!」（1978年、TBS / 国際放映） - 奥田瑛二の結婚相手
- 暴れん坊将軍シリーズ（ANB / 東映）
  - 吉宗評判記 暴れん坊将軍
    - 第22話「天下を支える友情」（1978年） - 蝶々亭小菊
    - 第83話「天下を狙う盗賊」（1979年） - お幸
    - 第147話「め組が架けた恋の橋」（1981年） - おふみ

  - 暴れん坊将軍II
    - 第34話「犬も喰わないめ組の喧嘩!?」（1983年） - おくめ
    - 第101話「吉宗 越前 白洲の対決!」（1985年） - お弓
    - 第134話「この世の憂さを呑む女!」（1985年） - 花奴
    - 第159話「天晴れ! 赤穂の竹光夫婦」（1986年） - ちさ

  - 暴れん坊将軍III 第52話「名奉行、なさけの仇討ち」（1989年） - お花
  - 暴れん坊将軍IV 第19話「夢を撃った六連発!」（1991年） - お加代
  - 暴れん坊将軍VIII 第6話「犯された義母の仕掛けた罠」（1997年） - つや
- 噂の刑事トミーとマツ 第22話「トミー変身の秘密 PART-2」（1980年、TBS / 大映テレビ） - 暴力団犬山連合会長の娘・淳子
- スターダッシュNo.1!（1980年、TBS） - 歌謡学校の生徒・阿部由香
- ウルトラマン80 第10話「宇宙からの訪問者」（1980年、TBS / 円谷プロ） - 惑星調査員アルマ
- 特捜最前線（ANB / 東映）
  - 第188話「プラットホーム転落死事件!」（1981年）
  - 第311話「パパの名は吉野竜次!」（1983年）
- 柳生あばれ旅 第15話「裏切者は女で殺せ -藤川-」（1981年） - おゆう
- 秘密のデカちゃん 第25話「署長マッサオ、秘密がピンチ」（1981年、TBS / 大映テレビ） - かずこ
- 長七郎天下ご免!（ANB / 東映）第90話「参上!薪割り剣法」（1981年）- おてる
- ポーラテレビ小説「女・かけこみ寺」（1982年、TBS） - ちあき
- 裂けた家族（1982年、CBC）
- 御宿かわせみ 第2シリーズ 第8話「ぼてふり安」（1982年、NHK） - おいち
- だんなさまは18歳 第18話「来た! 秘密最後の日」（1983年、TBS / 大映テレビ） - 和久田虎子
- 大奥 第35話「運の悪い女たち」・第36話「密会」（1983年、KTV / 東映） - おつや
- 新・大江戸捜査網 第13話「花と嵐と鉄拳一家」（1984年、TX / ヴァンフィル） - お絹
- 刑事物語'85 第4話「一日だけの母」（1985年、NTV / ユニオン映画）
- ただいま絶好調! 第11話「真昼の決斗」（1985年、ANB / 石原プロ）
- 必殺シリーズ（ABC / 松竹）
  - 必殺仕切人 第16話「もしも討入りに雪が降らなかったら」（1984年） - お石
  - 必殺仕事人V 第25話「主水、源氏と平家に泣かされる」（1985年） - お静
- 遠山の金さん 第1シリーズ （ANB / 東映）※高橋英樹版
  - 第133話「危険な密会・くれない族の乱舞!」（1985年）- お夏
- 夏樹静子サスペンス「独り旅」（1986年、KTV）
- 風雲江戸城 怒涛の将軍徳川家光（1987年、TX / 東映） - 夕霧太夫
- 銭形平次 第16話「神田川心中」（1987年、NTV / ユニオン映画） - お道 ※風間杜夫版
- 若大将天下ご免! 第17話「女ねずみ闇に跳ぶ!」（1987年、ANB / 東映） - お国
- 長七郎江戸日記
  - 第1シリーズ（NTV系 / ユニオン映画）
    - SP-2「長七郎立つ!江戸城の対決」（1984年）- 千草
    - 第102話「片思い」（1986年）- おまき

  - 第2シリーズ 第24話「父子草、浮世の浪」（1988年） - お玉
- 名奉行 遠山の金さん（ANB / 東映）
  - 第1シリーズ 第7話「美女が恨みの刃」（1988年） - おこま
  - 第6シリーズ 第15話「女説教強盗の復讐」（1994年） - おなか
- 火曜サスペンス劇場（NTV）
  - 「通勤快速殺人事件」（1989年5月、日本映像）
  - 「検事霧島三郎5」（1998年、C.A.L） - 北山宏美
  - 「警部補 佃次郎15・結婚しない女」（2002年） - 大沢
- 想い出にかわるまで 第2話「結婚へのハードル」（1990年、TBS）
- 三匹が斬る! シリーズ（ANB / 東映）
  - また又・三匹が斬る! 第12話「幻の狐の嫁入り見て死んだ」（1991年） - 奥方・藤乃
  - 新・三匹が斬る! 第14話「金儲けのイロハ指南に賭けた首」（1992年） - お類の方
  - ニュー・三匹が斬る! 第9話「紀州旅、毒矢が狙ったお犬様」（1994年）
- 銭形平次（CX / 東映） ※北大路欣也版
  - 第1シリーズ 第13話「大捕物」（1991年） - おせい
  - 第5シリーズ 第4話「疑惑の果て」（1995年） - おらん
- 月曜ドラマスペシャル / 忠治旅日記 （1992年、TBS） - お咲
- はぐれ刑事純情派 第10シリーズ 第9話「社宅夫人の斗い! 競馬予想の女」（1997年、ANB / 東映）
- 土曜ワイド劇場
  - 「バツイチ駆け込み尼寺探偵局1」（1999年11月、ABC / 東映）
  - 「事件8・姑を殺した女!」（2000年6月、ANB / オフィス・ヘンミ） - 多岐川昌代
  - 「温泉医ぽっかや診療所事件カルテ4」（2004年1月、ABC / 松竹） - 看護師長
- 子連れ信兵衛2（2016年） - おせき
- 定年女子（2017年、NHK）

### その他の番組
- 一枚の写真（CX）
- クイズ!脳ベルSHOW（BSフジ、2017年、1月18日、1月19日）
- ビバ・レディー（朝日放送）

### 舞台
- 出雲の阿国（博多座/2000年）
- 嘉島 典俊巡業　からす組（江戸資料館/2001年）
- 川中美幸公演（大阪新歌舞伎座/2002年.2008年）
- 舟木一夫公演（中日劇場/2003年）
- 妻の唇　夫のお腹（下北空間リバティ/2005年）
- 好色一代男（青山円形劇場/2006年）
- 耳かきお蝶（1010シアター/2007年）
- 浅草おかみ繁盛記（明治座/2010年）
- ジンギスカン（浅草公会堂/2011年）
- 絹の手ざわり（三越劇場/2012年）
- 春よこい（ワーサルシアター/2012年）
- 北島三郎公演　め組の辰五郎（明治座・博多座・御園座/2012年）
- 北島三郎公演　伊那の勘太郎（明治座・新歌舞伎座・博多座/2013年）
- 北島三郎公演　国定忠治（明治座・新歌舞伎座・博多座/2014年.2015年）
- 山川豊・水森かおり公演　人形町物語（明治座/2015年）
- 友情～秋桜のバラード～（ときわホール他/2016年）
- 忍の一字～おかしな夫婦ものがたり～（三越劇場/2016年）
- 福田こうへい公演（新歌舞伎座/2017年）
- 芸能事務所は、開店休業（コフレリオ新宿シアター/2017年）
- 川中美幸公演　深川浪花物語（明治座/2018年）
- お気に召すまま「恋の狂詩曲」（渋谷伝承ホール/2019年）
- 喜劇らいぶ（2019年）
- 20年間ラビリンス（高田馬場ラビネスト/2019年）
- だんだら祭りと流れ星（2019年）
- 三山ひろし公演　青い空と白い雲（新歌舞伎座/2019年）
- 風よ柳よ夕焼けよ（文化シヤッターBXホール/2019年）
- 新撰組日記　壬生のほたる（渋谷伝承ホール/2020年）
- 虹橋藤雄の事件簿（遊空間がざびぃ/2022年2月）

### CM
- マスターカード
- ダイハツ「ミラ」
- アディーレ法律事務所「かぐや姫編」

### 写真集
- 遠藤真理子写真集「妖咲狂花」（辰巳出版、1982年12月15日発行）

### 日本舞踊
- 鯉之祐會（国立大劇場）
- 名古屋をどり（中日劇場）